# 11911 Angel
11911 Angel è un asteroide della fascia principale. Scoperto nel 1992, presenta un'orbita caratterizzata da un semiasse maggiore pari a 3,1953116 UA e da un'eccentricità di 0,1575744, inclinata di 20,17186° rispetto all'eclittica.